# Magarsa

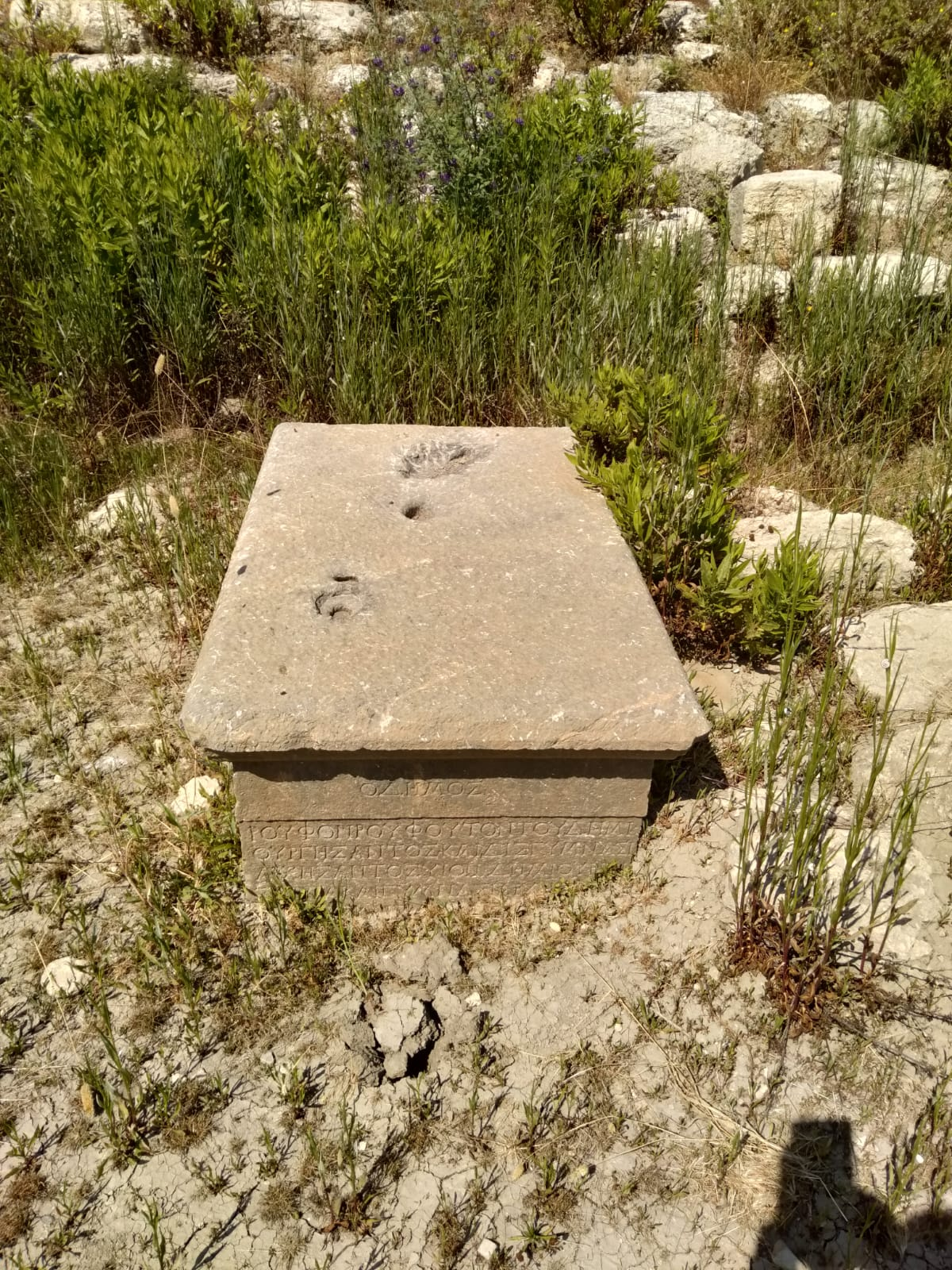

Magarsa o Magarsus o Megarsus (en grec antic Μάγαρσα, Μάγαρσος, Μέγαρσος) era una ciutat situada a l'est de Cilícia sobre un turó proper a la desembocadura del riu Piramos (Pyramus), segons diu Estrabó.
Alexandre el Gran abans de la batalla d'Issos, va anar de Soli a Magarsa on va oferir sacrificis a Atena Megarsis i a Amfíloc el fill d'Amfiarau, el famós fundador de la ciutat, segons Flavi Arrià. Probablement era el port de la ciutat de Mal·los (Mallus), com semblen dir Esteve de Bizanci i Plini el Vell.
El turó on era es diu actualment Karadash i encara té restes de l'antiga ciutat.